# Triseleniuro de niobio
El triseleniuro de niobio es un compuesto inorgánico perteneciente a la clase de los tricalcogenuros de metales de transición. Su fórmula es NbSe3. El triseleniuro de niobio fue el primer compuesto unidimensional que mostró el fenómeno de las ondas de densidad de carga deslizantes. Debido a sus numerosos estudios y a los fenómenos que ha mostrado en mecánica cuántica, se ha convertido en el sistema modelo para las ondas de densidad de carga cuasi-1-D. 

## Estructura
El triseleniuro de niobio tiene una estructura muy anisotrópica. Los centros de Nb4+ están unidos dentro de prismas trigonales definidos por seis ligandos de Se. Dos pares de estos seis átomos de Se están enlazados entre sí para formar el poliseleniuro Se2−
2; los otros dos existen como el monatómico Se2−. Los prismas de NbSe6 forman cadenas coparalelas infinitas. Aunque los prismas comparten la misma coordinación, la célula consta de tres tipos de cadenas repetidas dos veces, donde cada cadena se define por su longitud de enlace Se-Se. Las longitudes de los enlaces Se-Se son de 2,37, 2,48 y 2,91 angstroms.

## Síntesis
El compuesto se prepara mediante la reacción en estado sólido calentando niobio y selenio entre 600 y 700 °C:
Nb + 3 Se → NbSe3
Los cristales negros resultantes pueden contener impurezas de NbSe2. Las muestras pueden purificarse mediante transporte químico de vapor (CVT) entre 650 y 700 °C. El límite inferior del CVT se determinó por la temperatura a la que el NbSe2 deja de ser estable.

## Propiedades
Las mediciones realizadas en el NbSe3 aportaron pruebas significativas del transporte de ondas de densidad de carga (CDW, por sus siglas en inglés), la fijación de CDW, el magnetismo, las oscilaciones Shubnikov-de Hass y el efecto Aharonov-Bohm.
La resistividad eléctrica de la mayoría de los compuestos metálicos disminuye al reducirse la temperatura. En su mayor parte, el NbSe3 sigue esta tendencia, salvo dos anomalías en las que la resistividad eléctrica alcanza dos máximos locales a 145 K (-128 °C) y 59 K (-214 °C). Los máximos dan lugar a una fuerte disminución de la conductividad eléctrica. Esta observación se explica por las formaciones de ondas de densidad de carga que abren los huecos en la superficie de Fermi. La apertura hace que el sistema lineal 1-D se comporte más como un semiconductor y menos como un metal, una transición comúnmente conocida como transición de Peierls. El NbSe3 sigue siendo metálico a pesar de la transición de Peierls porque la formación de ondas de densidad de carga no elimina por completo la superficie de Fermi, un fenómeno conocido como anidamiento imperfecto de la superficie de Fermi.
En forma de nanofibras, el NbSe3 presenta superconductividad por debajo de 2 K (-271 °C).
El triseleniuro de niobio se ha considerado un material catódico para baterías de litio recargables debido a su estructura fibrosa, su elevada conductividad eléctrica y sus altas densidades de energía gravimétrica y volumétrica a temperatura ambiente.